# Крузе, Леонард Густавович
Леонард Густавович Крузе (2 (14) мая 1899 — 20 февраля 1966) — советский лётчик, пилот 1-го класса, первый руководитель авиадоставки газеты «Правда» в Ленинград, полярный лётчик, лётчик авиамоста СССР — США (Алсиб).

## Биография
Леонард Круус родился на хуторе Кяпа Вана-Отепнской волости Юрьевского уезда Лифляндской губернии. Эстонская семья Круус была крестьянской, отец будущего лётчика, Кустав (Густав) Круус, некоторое время работал сельским учителем в селе Нюпли. Когда Леонард был ребёнком, его отец ушёл на военную службу, позже он остался в Третьем Московском гренадерском полку на сверхсрочную. Мать и Леонард приехали к нему в Москву. Здесь Крузе окончил трёхклассное городское училище на Плющихе.
В 1911 году окончил двуклассное реальное училище им. К. П. Воскресенского (в отличие от официальной гимназической программы, ориентированной в основном на гуманитарные науки и языки, здесь делался упор на математику, физику, химию).
В Первую мировую войну, в феврале 1915 года, стал добровольцем, служил разведчиком в 38-м Сибирском стрелковом полку, награждён двумя Георгиевскими крестами.
В 1916 году участвовал в солдатском бунте, после чего скрывался. После Февральской революции 1917 года попал в полк имени 1 марта, который был под сильным влиянием большевиков. Включился в политическую деятельность, участвовал в работе полкового комитета.
Служил в войсках Красной гвардии с момента создания и принимал участие в уличных боях в Москве в октябре 1917 года. Позже служил в особом отделе Южного фронта и в других формированиях Красной Армии.
Участвовал в боях на разных фронтах гражданской войны, в марте 1919 года был ранен, после этого назначен начальником конного разведотряда. После окончания войны отправлен на ликвидацию Тамбовского восстания в составе кавалерийской бригады Г И. Котовского.
По итогам гражданской войны был награждён орденом Красного Знамени, именным оружием и золотыми именными часами.
После войны учился в Петроградской высшей кавалерийской школе и осенью 1923 года успешно её окончил. Сразу же поступил в лётное училище и в 1925 году получил звание лётчика-наблюдателя. Стал военным летчиком, и имея хорошую лётную практику, участвовал в аэрофотосъемках.
Продолжил учёбу в Оренбургском лётном училище и в 1930 году получил права пилота. Как высококлассный специалист, был оставлен в лётном училище в качестве инструктора, а позже стал начальником эскадрильи.
В 1931 году перешёл в гражданскую авиацию. С июня 1931 года заработала авиалиния, доставлявшая из Москвы в Ленинград материалы центральных газет, в первую очередь газеты «Правда». Линию обслуживало матричное звено — лучшие лётчики страны. С момента открытия этой линии Крузе участвовал в доставке политически важной почты, в 1932—1935 годах руководил этой эскадрильей. 2 мая 1932 года возглавил авиаперелёт 22 самолетов из города Балашова в Саратов.
В 1934 году при создании на базе Ленинградского института инженеров Гражданского воздушного флота Северного территориального управления Гражданского воздушного  флота был сформирован 31-й транспортный авиаотряд по перевозке грузов, Л. Г. Крузе стал его первым командиром. Авиаотряд летал на самолётах У-2, Р-1, Р-5. Особенно важной задачей авиапредприятия стали перевозки почты и грузов. Лётчиками были А. Иванов, П. Овчинников, А. Морозов, П. Захаров, А. Лебедев, А. Ульянов, Г. Москвин, А. Муреев, В. Дроздов, К. Решетников.

Самолёт Крузе на Байкале в 1936 году

### Пилот гидросамолёта МР-6
В 1935 году перешёл на работу в Народный комиссариат путей сообщения СССР (НКПС) в связи с поставкой туда гидросамолёта МР-6, который стал первым воздушным судном ведомства и эти новые технологии серьёзно улучшили деятельность комиссариата. Его основными задачами, как пилота БАМтранспроекта, стала аэрофотосъёмка места, по которому должна была пройти Байкало-Амурская магистраль, а также доставка пассажиров и грузов в отдалённые экспедиции НКПС.

Самолет «СССР Ж-1» в сезон 1936 года использовался Центральной экспедицией на аэрофотосъемке и аэровизуальной рекогносцировке северной части озера Байкал и прилегающих хребтов: Байкальского, Верхнеангарского и Северо-Муйского. Общая площадь съемки — 7500 квадратных километров, рекогносцировки протяженностью 3480 километров. Летчик Леонард Густавович Крузе.
— книга «Особая группа НКВД»
В том же году лётчик совершил рекордный для того времени перелёт Ленинград—Иркутск—Нордвик на расстояние около 10 000 км.
Первая проба аэрофотосъёмки оказалась не самой удачной: модификация самолёта оказалась недостаточно устойчивой и ряд кадров получился смазанным. К тому же самолёт был излишне сложным в управлении и если летать на нём было возможно, то манёвры взлёта и посадки необходимо было проводить особенно аккуратно. На заводе-изготовителе при испытаниях этой модификации было потеряно три машины.
Сам Крузе потерпел аварию на гидросамолёте 15 августа 1936 года (при этом весь экипаж остался невредимым) и был переведён из категории лётчика 1-го класса в разряд лётчика 3-го класса. Самолёт был восстановлен и позже, в 1937 году, Крузе добрался до экспедиции Ленстройпроекта на левому берегу Амгуни в районе устья реки Баджал. Это позволило снабдить экспедицию всем необходимым, забросив необходимые грузы и нормально завершить программу полевых исследований.
После этого перешёл на работу в Управление полярной авиации Главсевморпути.

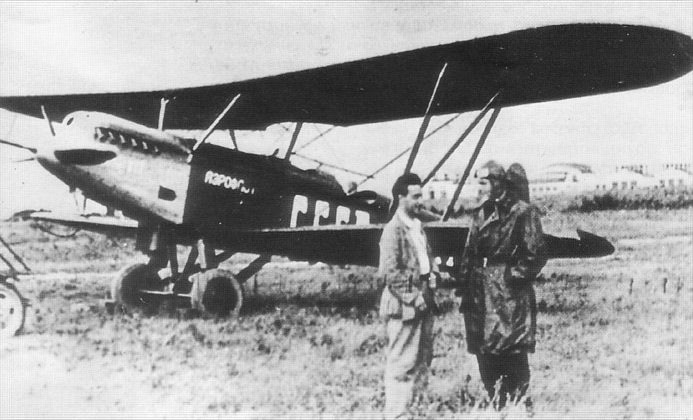
Пассажирский самолёт П-5. На такой машине Л. Г. Крузе работал в полярной авиации в 1937-1943 годах

### Полярный лётчик
В полярной авиации был назначен в Северную экспедицию командиром пассажирского самолёта Р-5 № СССР-Н 128. В рамках экспедиции ему была поручена тренировка пилотов для высадки станции Северный полюс-1, которую он сопровождал на своём самолёте.
12 мая 1937 года он совершил вылет в сложных метеорологических условиях для определении погоды в районе полюса. На момент возвращения погода испортилась настолько, что пилот не смог вернуться в точку вылета. Пришлось вслепую садиться на дрейфующий лёд, при этом самолёт остался цел. Вместе с Борисом Дзердзеевским и Львом Рубенштейном Крузе пробыл на льдине до 17 мая. Когда погода установилась, удалось взлететь и вернуться на базу.
После этого Крузе стал начальником ближней разведки, продолжал руководить экипажем Р-5 № СССР Н-128, временно исполнял обязанности начальника аэродрома. В конце 1938 года при реорганизации Московской авиагруппы особого назначения его командировали на постоянную работу в Ленскую авиалинию.
В начале 1940 года участвовал в походе ледокола «Сталин» для освобождения изо льдов парохода «Георгий Седов» и побывал на Шпицбергене. Местом его работы стало Восточно-Сибирское побережье СССР, где он совершенствовал методы ледовой разведки.
С первых дней Великой Отечественной войны проводил ледовую разведку в северных морях для обеспечения проводки конвоев судов. Произвел в 1941–1942 годах 49 вылетов на розыски пропавших без вести экипажей ВМФ и на спасательные операции. Кроме того, в июне-июле 1941 года выполнял большую транспортную работу по доставке винтовок из Харькова в Мурманск, где их не хватало для оснащения армии. Кроме того, произвел 42 вылета в Мурманск для доставки орудий, снарядов и других видов вооружения, необходимого для обороны. Всего экипаж самолета под его руководством обеспечил подвоз 86 тонн вооружения различных видов в зоне, находившейся под воздействием противника.
Осенью 1942 года неоднократно совершал посадку на пассажирских самолётах ПС-84, оборудованных колёсными шасси на льдины у побережья Чукотки и Якутии. В результате он практически обосновал собственные методы использования самолётов на колёсных шасси в ледовых условиях и завёз на остров Врангеля в Восточно-Сибирском море северных оленей, восстановив их популяцию.
Аркадий Арканов в своих мемуарах писал о том, что его семья, живя в эвакуации в Красноярске, была близко знакома с семьёй Крузе. В то время Крузе работал на авиаперевозках грузов через Тихий океан из США в СССР. В 1942 году его экипаж доставлял продукты питания (консервы, яичный порошок) и одежду по Алсибу.
Иван Папанин писал, что в 1943 году Крузе продолжал работать на дальневосточных трассах, получил новый самолёт. Этим самолётом был Douglas C-47 Skytrain, бортовой номер „СССР Н-368“, вторым пилотом стал Герой Советского Союза М. А. Титлов, штурманом В. И. Аккуратов.

### После войны
После войны Крузе в звании подполковника руководил ремонтными работами по восстановлению трофейных самолетов в Лейпциге. Затем был направлен в Москву на должность руководителя полётов; снова работал в Заполярье, большую часть времени находился в Амдерме, занимаясь ледовой разведкой.
В 1947 году с экипажем Крузе произошёл конфуз, когда все находящиеся в его самолёте приняли айсберг за неизвестный остров и составили акт:

Возвращаясь с ледовой разведки, на координатах 76°19' северной широты и 173°10' западной долготы в 4 часа 10 минут московского времени мы заметили на горизонте огромное ледяное поле, которое выделялось над окружающим морским льдом своими размерами, формой и рельефом…
— командир корабля Л. Г. Крузе, штурман В. И. Аккуратов, бортмеханик Г. В. Косухин, океанолог Н. Г. Субботин
Остров, названный учёными «островом Котова-Крузе», оказался флобергом (скоплением дрейфующих льдов). Позже учёные продолжили наблюдение за его движением, нанося на карту его новые координаты. Остров начал путь из Канадского арктического архипелага, проходя через район Северного полюса и через несколько лет острова снова вернулся к Земле Элсмира. В 1948 году он был заново открыт американскими пилотами и на нём была устроена военная база Target-1.
С конца 1949 по 1955 год был руководителем полётов аэропорта Амдерма, затем был начальником аэропорта «Нижние Кресты» на Колыме (в настоящее время – поселок Черский).
К концу своей тридцатилетней лётной карьеры преодолел по воздуху 3,6 млн км.
После выхода на пенсию жил в Москве.Скончался 20 февраля 1966 года, кремирован в Москве, прах захоронен на новом кладбище в Отепя (эст. Otepää). На могиле установлен памятник с изображением рельефной карты Арктики.

## Награды
- Георгиевский крест III степени (1915);
- Георгиевский крест IV степени (1916);
- два ордена Ленина (в том числе 02.12.1945);
- два ордена Красного Знамени (1920, 1945);
- Орден Красной Звезды (1937);
- медали

## Интересные факты
- Всю жизнь Л. Крузе отмечал свой день рождения 15 мая, так как неправильно пересчитал даты при переходе со старого стиля на новый[1].